# الصمايم
- الصمايم هي فترة صيفيّة تمتدّ حوالي أربعون يوما، تبدأ يوم 25 يوليو ويكون فيها الطقس شديد الحرارة. تنقسم إلى 20 نار و20 نوار: الأولى حرارة قصوى والثانية متوسطة حيث تزرع بها الأشتال مثل الطماطم .... الخ.كما تهب في هذه الفترة رياح شهيلي.[1]